# République démocratique du Congo aux Jeux olympiques d'été de 2008
La république démocratique du Congo participe aux Jeux olympiques d'été de 2008 à Pékin. La délégation de la R.D.C. comprend vingt-neuf personnes, officiels compris. Cinq athlètes de ce pays participent aux épreuves d'athlétisme, de judo, de boxe et de natation.

## Athlètes engagés

### Athlétisme
- Gary Kikaya
- Franka Magali

#### Hommes
| Épreuve    | Athlète     | Séries   | Séries | Quarts de finale | Quarts de finale | Demi-finales | Demi-finales | Finale   | Finale |
| Épreuve    | Athlète     | Résultat | Rang   | Résultat         | Rang             | Résultat     | Rang         | Résultat | Rang   |
| ---------- | ----------- | -------- | ------ | ---------------- | ---------------- | ------------ | ------------ | -------- | ------ |
| 400 mètres | Gary Kikaya | 44 s 89  | 4e     | NC               | NC               | 44 s 94      | 5e           | -        | -      |

#### Femmes
| Épreuve    | Athlète       | Séries   | Séries | Quarts de finale | Quarts de finale | Demi-finales | Demi-finales | Finale   | Finale |
| Épreuve    | Athlète       | Résultat | Rang   | Résultat         | Rang             | Résultat     | Rang         | Résultat | Rang   |
| ---------- | ------------- | -------- | ------ | ---------------- | ---------------- | ------------ | ------------ | -------- | ------ |
| 100 mètres | Franka Magali | 12.57    | 8e     | -                | -                | -            | -            | -        | -      |

### Boxe
- Herry Saliku Biembe

| Athlètes            | Catégorie              | 1/16e de finale           | 1/8e de finale      | Quart de finale     | Demi-finale         | Finale              | Rang |
| Athlètes            | Catégorie              | Adversaire Résultat       | Adversaire Résultat | Adversaire Résultat | Adversaire Résultat | Adversaire Résultat | Rang |
| ------------------- | ---------------------- | ------------------------- | ------------------- | ------------------- | ------------------- | ------------------- | ---- |
| Herry Saliku Biembe | Poids mouches (-51 kg) | Grèce Gazis Défaite 7 - 2 | -                   | -                   | -                   | -                   | -    |

### Judo
- Éric Kibanza Lundoloki

| Athlètes     | Catégorie              | 1/16e de finale           | 1/8e de finale      | Quart de finale     | Demi-finale         | Finale              | Rang    |
| Athlètes     | Catégorie              | Adversaire Résultat       | Adversaire Résultat | Adversaire Résultat | Adversaire Résultat | Adversaire Résultat | Rang    |
| ------------ | ---------------------- | ------------------------- | ------------------- | ------------------- | ------------------- | ------------------- | ------- |
| Éric Kibanza | Poids mouches (-51 kg) | Ukraine Défaite 00 - 1000 | Eliminé             | Eliminé             | Eliminé             | Eliminé             | Eliminé |

### Natation
- Stanislas Kimpopo né le 8 janvier 1974. Il fut le seul nageur de son pays à se qualifier et à prendre part à l'épreuve des 50 mètres nage libre aux Jeux olympiques d'été de 2008, pour sa première participation à une compétition internationale[2].

| Athlète           | Épreuve         | Séries  | Séries | Demi-finales | Demi-finales | Finale  | Finale  |
| Athlète           | Épreuve         | Temps   | Rang   | Temps        | Rang         | Temps   | Rang    |
| ----------------- | --------------- | ------- | ------ | ------------ | ------------ | ------- | ------- |
| Stanislas Kimpopo | 50 m nage libre | 35 s 19 | 6e     | Eliminé      | Eliminé      | Eliminé | Eliminé |

## Liste des médaillés

### Médailles d'Or
| Sport            | Discipline | Sportifs | Performance |
| Médailles d'or : |            |          |             |

### Médailles d'Argent
| Sport                | Discipline | Sportifs | Performance |
| Médailles d'argent : |            |          |             |

### Médailles de Bronze
| Sport                 | Discipline | Sportifs | Performance |
| Médailles de bronze : |            |          |             |